# Blaison-Saint-Sulpice
Blaison-Saint-Sulpice – gmina we Francji, w regionie Kraj Loary, w departamencie Maine i Loara. W 2013 roku liczba ludności wynosiła 1234 mieszkańców.
Gmina została utworzona 1 stycznia 2016 roku z połączenia dwóch wcześniejszych gmin: Blaison-Gohier oraz Saint-Sulpice. Siedzibą gminy została miejscowość Blaison-Gohier.